# Erina sisicea
Erina sisicea är en fjärilsart som beskrevs av Grose-smith 1894. Erina sisicea ingår i släktet Erina och familjen juvelvingar. Inga underarter finns listade i Catalogue of Life.